# Nemobiodes
Nemobiodes is een geslacht van rechtvleugeligen uit de familie krekels (Gryllidae). De wetenschappelijke naam van dit geslacht is voor het eerst geldig gepubliceerd in 1917 door Lucien Chopard.

## Soorten
Het geslacht Nemobiodes omvat de volgende soorten:
- Nemobiodes bapii Bhowmik, 1970
- Nemobiodes cicindeloides Bolívar, 1910
- Nemobiodes feai Chopard, 1917
- Nemobiodes laeviceps Chopard, 1925
- Nemobiodes madderi Fernando, 1964
- Nemobiodes nigrocephalus Chopard, 1925
- Nemobiodes sukhadae Bhowmik, 1978